# Monster Planet of Godzilla
Pour les articles homonymes, voir Godzilla.
Pour plus de détails, voir Fiche technique et Distribution.
Monster Planet of Godzilla est un court-métrage japonais réalisé par Koichi Kawakita, sorti en 1994 pour Sanrio Puroland.

## Fiche technique
- Titre : Monster Planet of Godzilla
- Titre original : Kaizyuu Pranetto Gojira
- Réalisation : Koichi Kawakita
- Genre : Action, science-fiction
- Durée : 6 minutes
- Monstres : Godzilla, Rodan, Mothra

## Distribution
- Megumi Odaka : Miki Saegusa
- Kenpachiro Satsuma : Godzilla